# Huțulșcina
Huțulșcina (în ucraineană Гуцульщина, în slovacă Huculsko, în poloneză Huculszczyzna), denumită uneori și Țara huțulilor, este zona locuită de subgrupul ucrainean al huțulilor. Se suprapune unor părți din regiunile istorice Bucovina, Maramureș, Pocuția, Transcarpatia și în mai mică măsură Galiția.
De-a lungul timpului, Țara huțulilor ori doar părți din ea au fost incluse în Cnezatul de Halici, Moldova, Austro-Ungaria, Republica Huțulă, Cehoslovacia, Uniunea Sovietică. Actualmente, cea mai mare parte se află în granițele Ucrainei, iar extremitatea sudică în România.
Tot teritoriul Huțulșcinei se suprapune Munților Carpați. De asemenea, aproape întreaga regiune huțulă consă în zone protejate, fiind formată din parcuri naționale și rezervații ale biosferei.
Râuri ca Prut, Siret, Suceava, Moldova, Ceremuș sau Tisa își au izvoarele în munții Huțulșcinei.
Aproximativ trei sferturi din suprafața Țării huțulilor e acoperită de păduri, restul în principal de fânețe și zone locuite.
Huțulșcina a dat nume importante, considerate ale patrimoniului național în Ucraina, România și chiar Polonia, ca Matei Vișniec, Olexa Doubuș sau Cyprian Gołęmbiowski (care și-a românizat numele spre sfârșitul vieții în Ciprian Porumbescu).